# Iserlohner Kreisanzeiger und Zeitung
Der Iserlohner Kreisanzeiger und Zeitung (IKZ) ist eine regionale Tageszeitung für die Städte Iserlohn und Hemer. Die verkaufte Auflage beträgt 10.912 Exemplare, ein Minus von 65 Prozent seit 1998. Verleger war bis zu seinem Tod am 1. Mai 2008 Klaus-Harald Wichelhoven. Die Redaktion leitet Torsten Lehmann.

## Geschichte

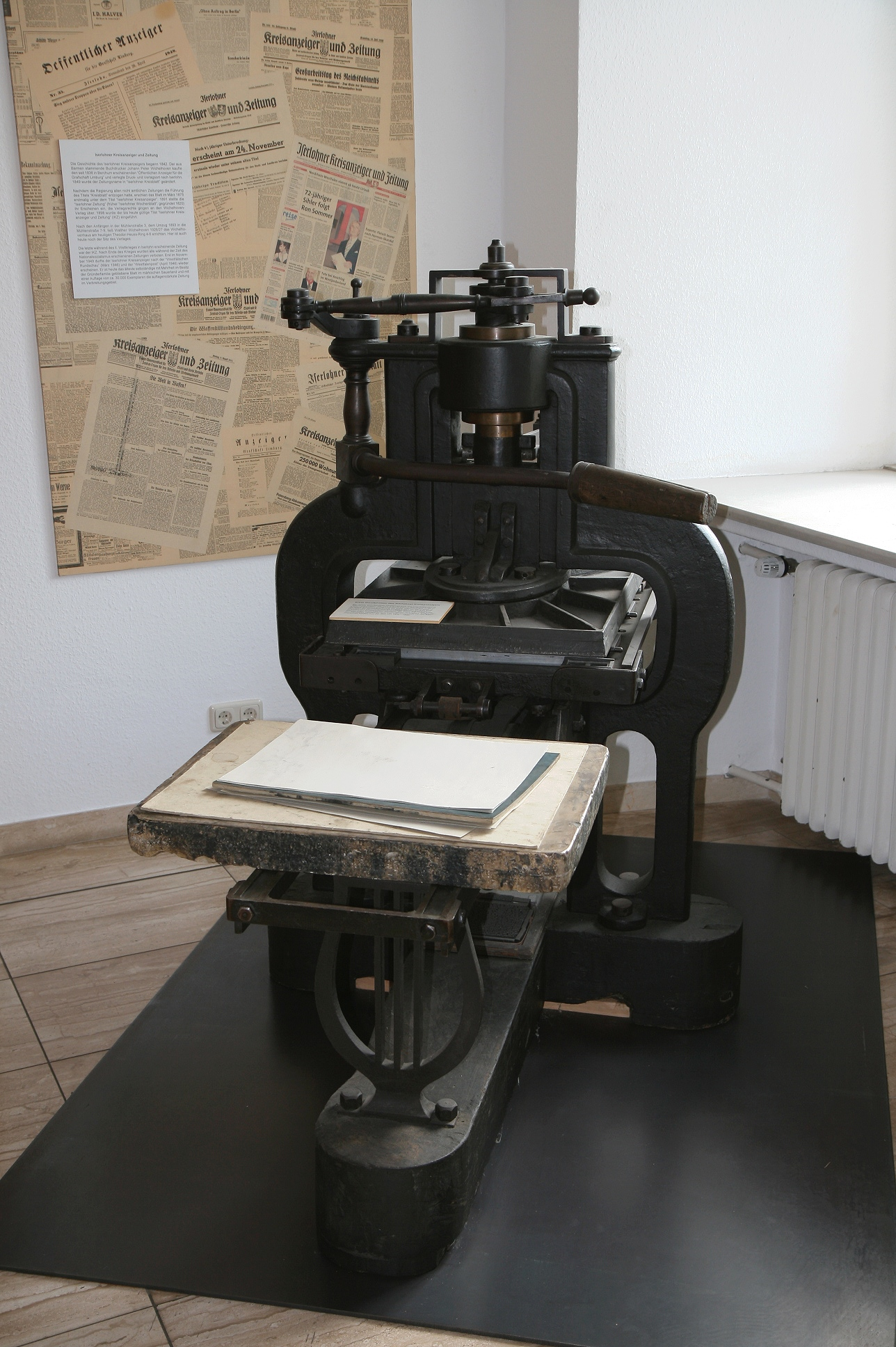
Erste Druckpresse des IKZ, heute ausgestellt im Stadtmuseum Iserlohn

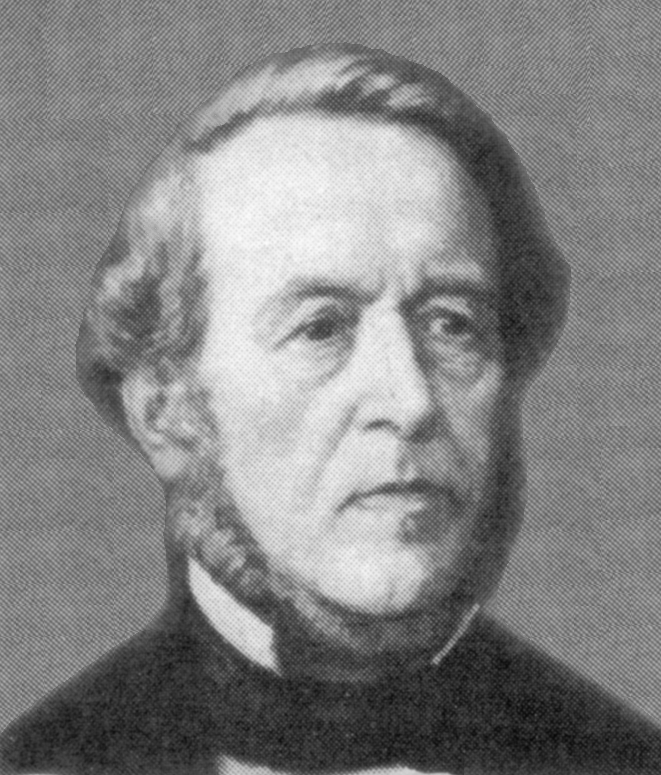
Johann Peter Wichelhoven

Die Zeitung wurde 1842 vom Buchdrucker Johann Peter Wichelhoven (* 1805; † 1885) gegründet, obwohl er keine Genehmigung der Bezirksregierung bekam (es gab mit der Iserlohner Wochenpost schon eine Tageszeitung). Doch er umging das Verbot, indem er eine Hagener Zeitung, den Öffentlichen Anzeiger für die Grafschaft Limburg aufkaufte. Redakteur war zu dieser Zeit (bis 1857) Pastor Friedrich Schuchard aus Berchum. Die Zeitung wurde in einem Hintergebäude der Mühlenstraße 3 mit einer Auflage von rund 250 Exemplaren hergestellt und gedruckt.
Nach dem Tod von Friedrich Schuchard übernahm Johann Peter Wichelhoven 1857 die Redaktion. 1875 benannte Rudolf Wichelhoven (* 1839; † 1907), der 1873 den Verlag und die Redaktion seines Vaters übernommen hatte, sie in Iserlohner Kreisanzeiger um.
1883 musste das Kammergericht in Berlin tätig werden. Es ging um den Titel der Zeitung als Kreisblatt. Das Kammergericht sprach am 22. Januar 1883 dem Verlag das Recht zu, seine Zeitung unter dem Titel Iserlohner Kreisanzeiger herauszugeben. Der Zusatz Iserlohner Zeitung kam 1891 dazu, als der Wichelhoven-Verlag die Namensrechte der Iserlohner Wochenpost aufkaufte. 1893 wurde die Herstellung und der Vertrieb in die Mühlenstraße 7 bis 9 verlegt. 1927 zog der Verlag in das heutige Gebäude am Theodor-Heuss-Ring um, das 1926/1927 im Auftrag von Walther Wichelhoven (* 1879; † 1955) nach Plänen des Kölner Architekten Eisenhauer im Bauhausstil errichtet wurde.

## Verlag und Verbreitungsgebiet

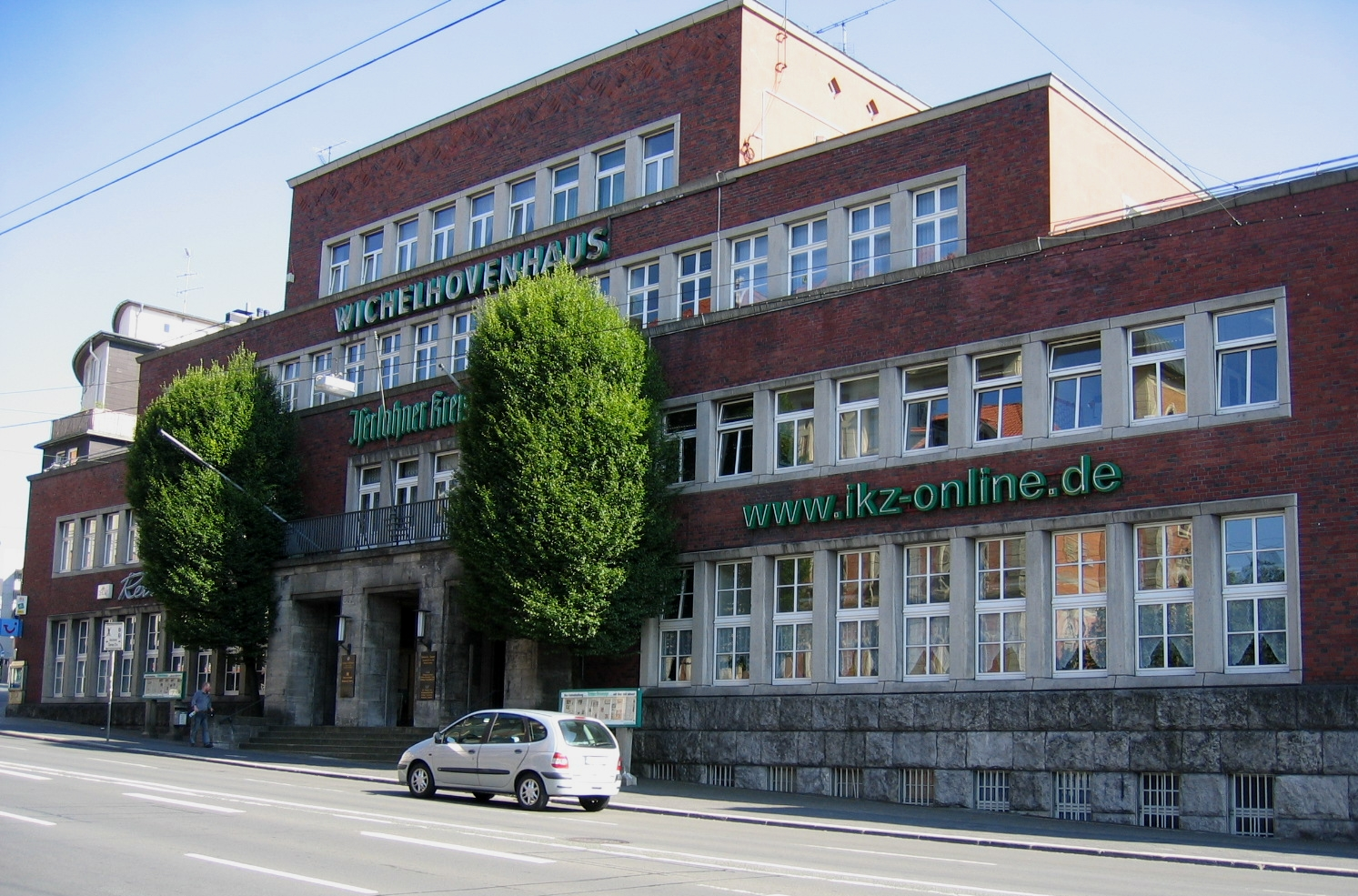
Wichelhovenhaus in Iserlohn

Die Zeitung mit dem Untertitel Hemersche Zeitung · Märkischer Landbote · Märkisches Volksblatt wird heute vom Zeitungsverlag Iserlohn Iserlohner Kreisanzeiger und Zeitung (IKZ), Wichelhoven Verlags-GmbH & Co KG herausgegeben. Verlagshaus ist das Wichelhovenhaus, das 1927 erbaut wurde und heute unter Denkmalschutz steht. Der IKZ bezeichnet sich selbst als amtliches Verkündungsorgan der Stadt Iserlohn. Neben Iserlohn sind Hemer und Iserlohn-Letmathe Sitz von Lokalredaktionen.
Die Zeitung bezieht ihren Mantel von der in Hagen erscheinenden und zur Funke Mediengruppe, ehemals WAZ-Mediengruppe, gehörenden Westfalenpost. Damit dieser Umstand nicht auffällt, ist im gemeinsamen Mantel immer nur von „unserer Zeitung“ oder „dieser Zeitung“ die Rede und nicht von IKZ oder WP. Es handelt sich somit um ein Kopfblatt. Die Funke Mediengruppe hält jedoch nur eine Minderheitsbeteiligung am IKZ.
Umgekehrt erscheint die zur Funke Mediengruppe gehörende Westfälische Rundschau in Iserlohn mit dem Lokalteil des IKZ; daher ist im Text von „die Heimatzeitung“ die Rede.

## Auflage
Der IKZ hat in den vergangenen Jahren wie alle regionalen Tageszeitungen erheblich an Auflage eingebüßt. Die verkaufte Auflage ist in den vergangenen 10 Jahren um durchschnittlich 5,4 % pro Jahr gesunken. Im vergangenen Jahr hat sie um 6,9 % abgenommen. Sie beträgt gegenwärtig 10.912 Exemplare. Der Anteil der Abonnements an der verkauften Auflage liegt bei 94,4 Prozent.
| 1998  | 1999  | 2000  | 2001  | 2002  | 2003  | 2004  | 2005  | 2006  | 2007  | 2008  | 2009  | 2010  | 2011  | 2012  | 2013  | 2014  | 2015  | 2016  | 2017  | 2018  | 2019  | 2020  | 2021  | 2022  | 2023  | 2024  |
| ----- | ----- | ----- | ----- | ----- | ----- | ----- | ----- | ----- | ----- | ----- | ----- | ----- | ----- | ----- | ----- | ----- | ----- | ----- | ----- | ----- | ----- | ----- | ----- | ----- | ----- | ----- |
| 31211 | 30929 | 30067 | 29501 | 28430 | 28446 | 26998 | 26577 | 25720 | 25737 | 24079 | 24903 | 23184 | 23209 | 21033 | 20340 | 19016 | 18621 | 17845 | 17045 | 16091 | 15123 | 14319 | 13661 | 12567 | 11716 | 10912 |